# Acosmetia chinensis
Acosmetia chinensis is een vlinder uit de familie van de uilen (Noctuidae). De wetenschappelijke naam van deze soort is voor het eerst voorgesteld als Perigea chinensis door Hans Daniel Johan Wallengren in een publicatie uit 1860.
De soort komt voor in China en Zuidoost-Siberië.